# 岸光太郎
岸 光太郎（きし こうたろう、1971年10月8日 - ）は、日本の車いすラグビーの元選手で、指導者である。埼玉県さいたま市出身。

## 略歴
車いすラグビーはリハビリテーションセンターで紹介されたのが始めたきっかけ。
パラリンピックでは、ロンドン大会・リオデジャネイロ大会で日本代表に選ばれ、リオデジャネイロ大会では初のメダル獲得に貢献した。
2023年7月に日本代表ヘッドコーチを退任したケビン・オアーに代わり、8月1日に日本代表ヘッドコーチに就任した。
2024年パリパラリンピックで日本代表は、予選全勝に続き、決勝トーナメントを勝ち抜け、初めて金メダルを獲得した。これにより、2024年9月2日付けWWR世界ランキングは3位から1位へ復活。9月12日、練習拠点としている東京都渋谷区において、祝賀式典と渋谷センター街でのパレードを行った。
2025年3月31日、日本代表ヘッドコーチを退任。4月からは、日本車いすラグビー連盟のハイパフォーマンスディレクター 兼 強化委員長に就任した。